# Филист Сиракуски
Филист Сиракуски, Филист из Сиракузе (грч. Φιλιστος; око 430-356/355. п. н. е.) је старогрчки историчар, политичар и војсковођа. Аутор историјског дела „Историја Сицилије”  у 13 књига, које није сачувано до данас.

## Биографија
Филист, који је потицао из племићке и имућне породице, био је активан присталица владавине тиранина Дионисија Старијег и Дионисија Млађег у Сиракузи. Године 405. п. н. е. помогао је првом од њих у освајању Сиракузе. Неко време командовао је одредом страже који је заузео тврђаву Сиракузу.
Упркос чињеници да је Филист био његов следбеник, Дионисије Старији га је 386. п. н. е. протерао из Сиракузе јер се оженио његовом нећаком без Дионисијеве дозволе.
После смрти Дионисија Старијег, Филист је 366. п. н. е. је враћен из избеглиштва и имао је значајан утицај на власт. Одбацивши реформски план који су предложили Дион и Платон, 361. п. н. е. допринео је њиховом протеривању.
Филист је умро док је учествовао у неуспешној поморској бици против Диона. Према неким изворима, након пораза извршио је самоубиство; према другим вестима, постао је жртва разјарене масе.

## „Историја Сицилије“ од Филиста
Историјско дело Филиста направљено је по узору на Тукидидово дело и оцртавало је историју Сицилије од античких времена до раних година владавине Дионисија Млађег. Од тринаест књига, једанаест је било посвећено владавини Дионисија Старијег, а последње две владавини Дионисија Млађег пре изгнанства. Након тога, Атанасије из Сиракузе је наставио причу о Филисту.
Према древним историчарма, Филист је опонашао Тукидида, али није могао да достигне његове висине (Цицерон га зато назива „пусиллус Тукидид”): историјске догађаје је приказао једнострано, са становишта својих политичких симпатија и антипатија. Упркос томе, Сикелика је била популарна у древним временима. Тако је Александар Велики, у походу на Азију, наредио, уз трагедије Еурипида, Софокла и Есхила, да му пошаље дело Филиста (Плут.Алек., 8).